# Héraclès et Nessus
Héraclès et Nessus est une fresque trouvée dans la maison de Jason à Pompéi et conservée au musée archéologique national de Naples.

## Histoire et description
Peinte entre 20 et 25, la fresque décorait l'œcus de la maison de Jason, ainsi que deux autres, Pan et les Nymphes et Europe et Zeus, toutes détachées de leur position originale pour obtenir de petites peintures.
La fresque a pour thème le mythe d'Héraclès, Déjanire et Nessus. Elle met en scène Hercule tuant le centaure Nessus, ravisseur de Déjanire, épouse du héros. Il est probable que le peintre s'est inspiré de la peinture du même nom d'Artémon, conservée dans le portique d'Octavie à Rome. Le tableau se déroule dans un schéma pyramidal, où le sommet de la pyramide est représenté par un arbre au feuillage fourni. À la base de l'arbre se développe le reste de la scène qui comprend Héraclès nu avec un arc, un carquois et une peau d'animal sauvage autour du cou. De sa main droite, il saisit les cheveux de Nessus, tandis que, dans sa main gauche, il tient une massue ; le centaure Nessus apparaît les bras ouverts. Les deux personnages masculins sont entourés d'un trait rouge foncé qui suit le dessin préparatoire. Derrière les deux personnages se trouve Déjanire tenant Hyllos dans ses bras sur un char conduit par des chevaux. À gauche, on aperçoit un bâtiment blanc et, à droite, un arbre nu entouré d'une clôture sur laquelle est posée une tablette votive.